# Columba oenas
La paloma zurita (Columba oenas) es una especie de ave columbiforme de la familia Columbidae propia de Europa, el oeste de Asia y Marruecos. 

## Descripción

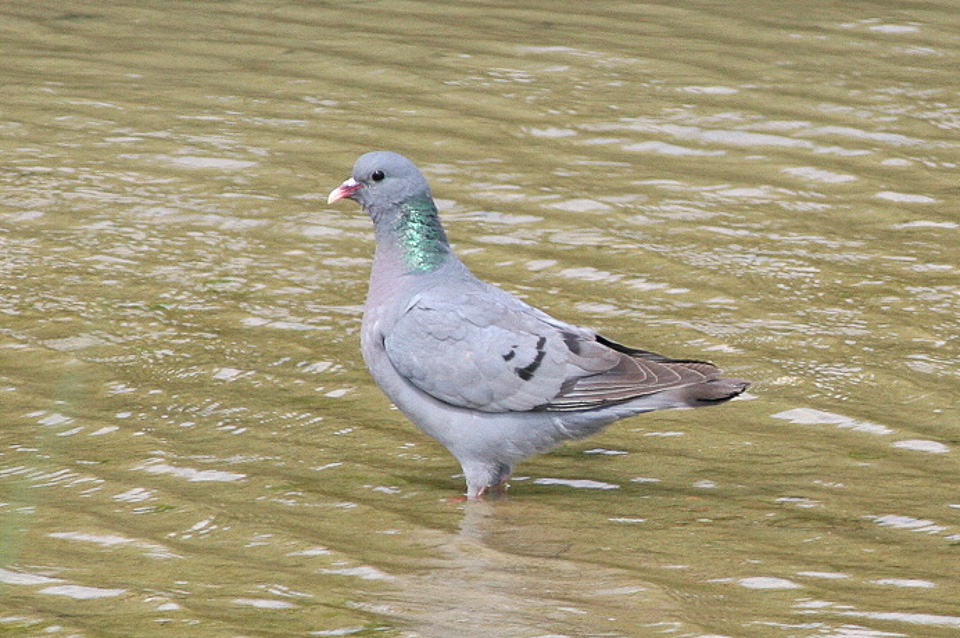
Ejemplar en Reino Unido.

La paloma zurita es parecida a la paloma doméstica, pero un poco más pequeña y esbelta (mide alrededor de 30 cm de largo) y su plumaje es de un gris más uniforme, incluso en la parte inferior de las alas, salvo en las plumas de vuelo de las alas y el extremo de las alas que son negruzcas. Los únicos toques de color de su plumaje son las irisaciones verdes o púrpura (según la incidencia de la luz) de los laterales de su cuello, y los matices rosados del pecho de los adultos. Su pico es rojizo con la punta amarilla. Además, los ojos de la paloma zurita son negros, a diferencia de las demás palomas europeas que los tienen amarillos o anaranjados.
La paloma zurita se diferencia de la paloma bravía y la doméstica porque su obispillo es gris y no blanco como el de ellas, además carece de las dos anchas franjas oscuras de las alas, sino que solo tiene una mucho más fina. El pico de las zuritas es rojizo y amarillo, mientras que las bravías lo tienen negruzco. De las palomas torcaces se diferencia porque carece de las listas blancas de cuello y alas que tienen las torcaces y además son ostensiblemente más pequeñas.

## Taxonomía y etimología
La paloma zurita fue descrita científicamente por Carlos Linneo en 1758 como especie tipo del género Columba, en la décima edición de su obra Systema naturæ, y con su nombre científico actual. Se reconocen dos subespecies de paloma zurita:
- Columba oenas oenas Linnaeus, 1758 - la subespecie nominal que se encuentra en el Paleártico occidental;
- Columba oenas yarkandensis Buturlin, 1908 - presente en Kazajistán, Uzbekistán y China occidental.

La etimología de su nombre científico procede del latín. Columba es la palabra latina que significa «paloma», y su nombre específico, oenas, procede de griego οινας (oinas) que también significa «paloma».

## Distribución y hábitat

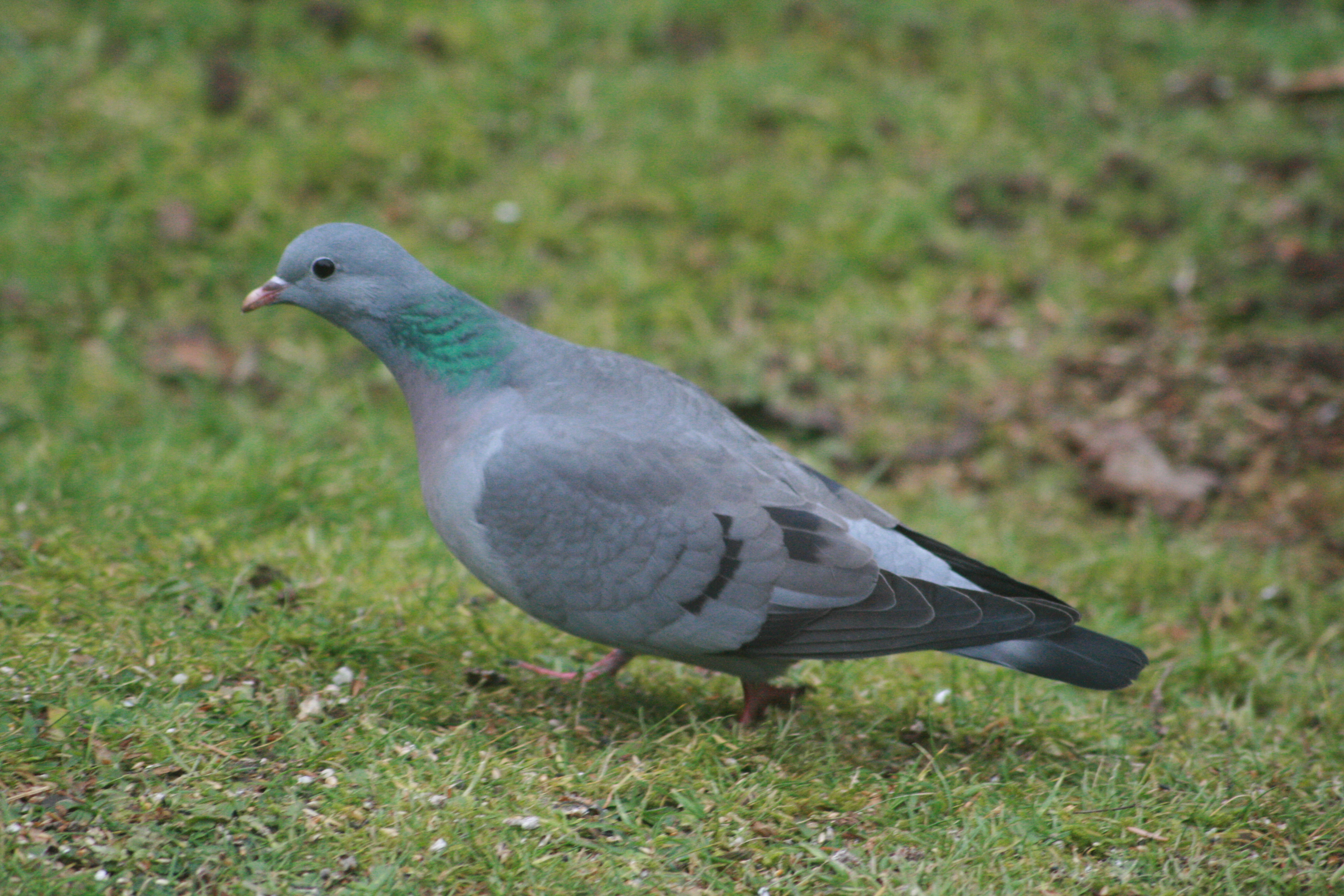
La paloma zurita se alimenta principalmente de brotes y semillas.

Habita en Europa hasta los 61° de latitud norte (Reino Unido concentra un tercio de la población europea), en Asia occidental y Marruecos. Es parcialmente migratoria, las poblaciones de Europa occidental y meridional son sedentarias, pero las de Europa central y septentrional y las de Asia migran al sur en invierno. La paloma zurita es la paloma más escasa de Europa. Antes de la deforestación la paloma zurita era más frecuente, puesto que cría preferentemente en los bosques viejos de robles o pinos y anida principalmente en las cavidades de los troncos, que normalmente sólo se encuentran en los bosques viejos. En las plantaciones forestales recientes no hay huecos donde anidar, por lo que allí escasean. Fuera de la época de cría también necesita cavidades porque suele dormir en ellas. El hábitat de la paloma zurita generalmente son las arboledas abiertas, y los límites y los claros del bosque. A pesar de anidar en los árboles, evita las zonas densamente arboladas. También es común en las costas donde los acantilados proporcionan agujeros.
Se encuentran en colonias reducidas en España y en todo tipo de ambientes, excepto en Ceuta y Melilla, las islas Baleares y las Islas Canarias. Prefieren las zonas llanas y con cultivos cercanos, donde pueden encontrar alimento fácilmente. No suelen habitar zonas de alta montaña por lo que no existen poblaciones en los Pirineos o Sierra Nevada.

## Comportamiento

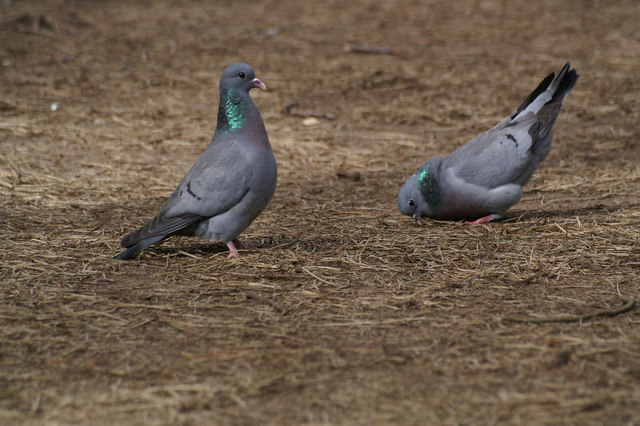
Pareja de zuritas durante el cortejo.

Se alimenta principalmente de materia vegetal. Prefiere los brotes y los plantones tiernos, aunque también se alimenta de semillas, insectos y otros pequeños invertebrados que picotea del suelo. En algunos lugares y periodos se alimenta principalmente de bellotas y piñones. Su dieta incluye una gran variedad de alimentos: frutos como los del laurel y el majuelo, higos, cereales y leguminosas. Durante la migración otoñal las palomas zuritas suelen hacer escala en lugares con abundancia de bellotas, que complementan su dieta de brotes y hojas.
Su vuelo es rápido, batiendo las alas regularmente, que ocasionalmente produce un sonido de batir de alas intenso, una característica de las palomas en general.  Algunas veces vuela en bandadas junto con la paloma torcaz (Columba palumbus). En la época nupcial, los machos caminan a lo largo de una rama horizontal con el cuello hinchado, las ala bajas y la cola desplegada en abanico. Y también realizan vuelos en círculo chasqueando las alas como un látigo.

### Reproducción

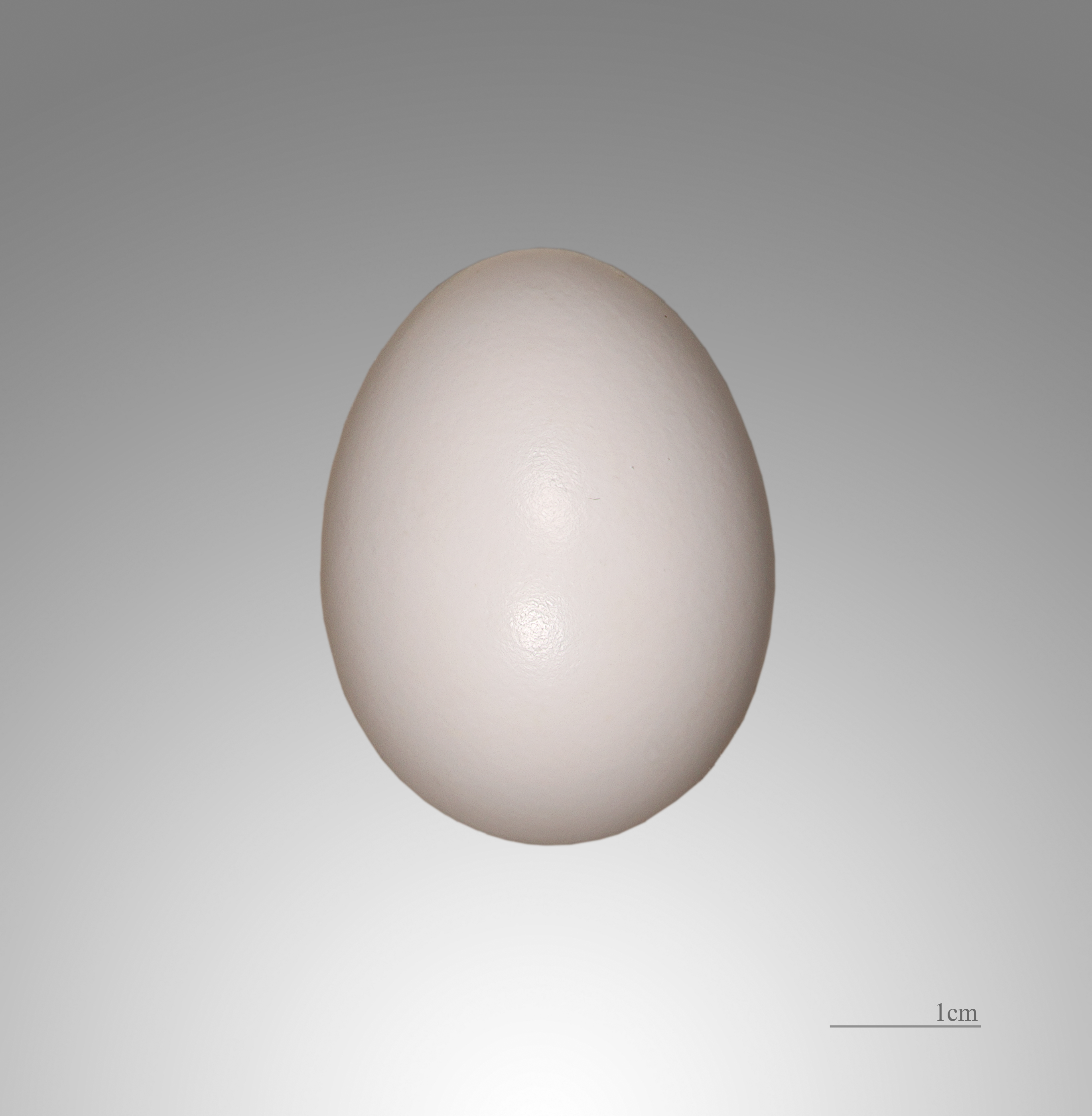
Huevo de Columba oenas

Aunque, a veces, aprovecha pequeños riscos, normalmente hace el nido en los huecos de árboles viejos y no aporta mucho material al nido. También se han observado nidos de esta especie en madrigueras de conejo, ruinas antiguas, grietas de acantilados y entre los setos y la hiedra. También anida en las cajas nido. La cavidad donde anida suele ser de unos 75 centímetros de profundidad y el agujero de entrada debe ser lo suficientemente grande como para que quepa un puño humano. Las palomas zuritas evitan anidar muy próximas unas de otras. Pueden tener hasta 3 crías a lo largo de los dos meses de cría, que dura desde marzo hasta septiembre. La incubación, realizada por ambos progenitores, dura 17 días, al término de los cuales los pichones todavía necesitarán otros 28 para volar. Las palomas zuritas anidan dos veces por temporada y necesitan dos cavidades cada año para ambas nidadas, puesto que al no recubrir casi el interior del hueco el suelo queda sucio y grasiento tras el anidamiento, por lo que no vuelven a usarlo y buscan un hueco nuevo para el siguiente nido.